# Nyer
Nyer (katalanisch gleichlautend) ist eine französische Gemeinde mit 150 Einwohnern (Stand 1. Januar 2022) im Département Pyrénées-Orientales in der Region Okzitanien. Sie gehört zum Arrondissement Prades und zum Kanton Les Pyrénées catalanes.

## Lage
Die Gemeinde liegt im Regionalen Naturpark Pyrénées Catalanes und wird vom Fluss Mantet durchquert.
Nachbargemeinden von Nyer sind Souanyas im Norden, Escaro im Nordosten, Sahorre im Osten, Py im Südosten, Mantet im Süden, Fontpédrouse im Südwesten, Thuès-Entre-Valls im Westen und Canaveilles im Nordwesten.

## Bevölkerungsentwicklung
| Jahr      | 1962 | 1968 | 1975 | 1982 | 1990 | 1999 | 2013 |
| Einwohner | 163  | 137  | 112  | 140  | 132  | 108  | 158  |

## Sehenswürdigkeiten
- Romanische Kirche Saint-Just-et-Saint-Pasteur in En (12. Jahrhundert, Monument historique)
- Kirche Saint-Jacques in Nyer (1163, Monument historique)
- Château de la Roca in Anyer (10./11. Jahrhundert, Monument historique)
- Château de Nyer (15. Jahrhundert)

## Persönlichkeiten
- Thomas I. de Banyuls (1556–1627), baron de Nyer, seigneur de Montferrer, geboren und gestorben in Nyer
- Thomas II. de Banyuls (1619–1659), baron de Nyer, seigneur der Montferrer, geboren in Nyer
- Raymond de Banyuls (1747–1829), geboren in Nyer